# Gonatodes tapajonicus
Gonatodes tapajonicus este o specie de șopârle din genul Gonatodes, familia Gekkonidae, descrisă de Rodrigues 1980. Conform Catalogue of Life specia Gonatodes tapajonicus nu are subspecii cunoscute.